# Mohamed Ali Akid
Mohamed Ali Akid (Sfax, 5 luglio 1949 – 11 aprile 1979) è stato un calciatore tunisino, di ruolo attaccante. 
Dopo aver partecipato con discreto successo al Mondiale argentino del 1978 con la sua Nazionale, Akid morì in circostanze strane pochi mesi dopo, colpito da un fulmine durante un allenamento in Arabia Saudita. Nel luglio 2012, l'autopsia pretesa dai suoi familiari successivamente agli eventi della Primavera Araba, ha determinato che il giovane morì in realtà a causa di due colpi di arma da fuoco, confermando l'implicazione del principe ereditario Nayef bin 'Abd al-'Aziz Al Sa'ud, morto tra l'altro pochi giorni prima..

## Palmarès

### Club

#### Competizioni nazionali
- Campionato tunisino: 2

Sfaxien: 1970-1971, 1977-1978
- Coppa di Tunisia: 1

Sfaxien: 1970-1971